# FC Blau-Weiß Linz
FC Blau-Weiß Linz, psáno i jako FC Blau Weiss Linz (celým názvem Fußball Club Blau-Weiß Linz, zkratkou BW Linz) je rakouský fotbalový klub sídlící ve městě Linec. Byl založen v srpnu 1997, de facto jako nástupce zaniklého FC Linz. Klub hraje své zápasy a připravuje se na Donauparkstadionu s kapacitou 2 000 diváků nebo na větším Linzer Stadionu (cca 21 000 míst). Klubové barvy jsou modrá a bílá, jak napovídá název.
V sezóně 2011/12 poprvé v historii postoupil do druhé rakouské ligy s názvem Erste Liga.